# Día Internacional del Delegado
El Día Internacional del Delegado es una jornada que se celebra anualmente el 25 de mayo desde 2007, establecida por la Asamblea General de las Naciones Unidas (AGNU) el 2 de mayo de 2006.

## Proclamación
El Día Internacional del Delegado se instauró el 2 de mayo de 2006 por la Asamblea General de las Naciones Unidas. La proclamación tiene como fin aumentar la conciencia sobre la importancia de los delegados en la consecución de los objetivos de la ONU, que incluyen el mantenimiento de la paz internacional, el fomento del respeto por los derechos humanos, y el impulso de un multilateralismo efectivo.

## Celebración
La celebración de este día se lleva a cabo el 25 de  mayo de cada año, una fecha simbólica que conmemora el inicio de la Conferencia de San Francisco en 1945. Esta conferencia fue muy importante para el establecimiento de la ONU, marcando el comienzo de una era de colaboración internacional después de la Segunda Guerra Mundial. Es una fecha que, según la organización, destaca el papel indispensable de los representantes y delegados de los Estados miembros en las Naciones Unidas, reconociendo su esfuerzo en promover el multilateralismo y la cooperación internacional, la creación de una plataforma para la paz y el desarrollo mundial. La primera celebración tuvo lugar el 25 de mayo de 2007, coincidiendo con el 75º aniversario de la Conferencia de San Francisco, reafirmando el compromiso de los Estados miembros con los principios fundacionales de la ONU y destacando la relevancia continua del trabajo de los delegados en tiempos de desafíos globales.